# Hemistigma ouvirandrae
Hemistigma ouvirandrae is een libellensoort uit de familie van de korenbouten (Libellulidae), onderorde echte libellen (Anisoptera).
De wetenschappelijke naam Hemistigma ouvirandrae is voor het eerst geldig gepubliceerd in 1914 door Förster.